# Pesahim

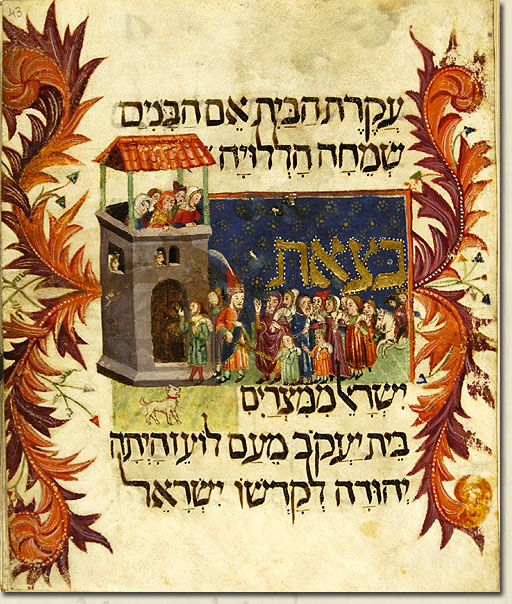
Portada del tratado de Pesahim

Pesahim (en hebreo: פסחים) es el tercer tratado del orden Moed de la Mishná y del sagrado Talmud de Babilonia. Este tratado habla principalmente sobre las leyes de la festividad judía de Pésaj y el sacrificio del cordero pascual. El tratado cubre las leyes sobre el jametz, las leyes de la ofrenda del cordero de pascual y del diezmo, el orden del Séder de Pésaj, y la ley de los pares. El tratado desarrolla principalmente los aspectos generales y las ordenanzas particulares de la Pascua judía prescritas en el Tanaj.

## Leyes referentes a la Pascua judía

### Prescripciones sobre la ofrenda pascual
La Torá prescribe sacrificar un cordero como ofrenda pascual en un tiempo especificado y comer su carne asada con matzá (pan ácimo) y maror (hierbas amargas) en la noche del 14 de Nisán; no debe quedar nada de la carne de esta ofrenda pascual después de la mañana ni de sus grasas. Sólo los miembros de la nación israelita pueden comerlo y está prohibido para el apóstata, el incircunciso o el trabajador temporal. Ningún hueso de la ofrenda pascual puede ser quebrado. Está prohibido consumir la ofrenda mientras uno esté en posesión de jametz. Sólo puede ser hecho y consumido en el lugar escogido por Dios.

### Prescripciones sobre la fermentación de los panes
La Torá prescribe haber destruido el jametz (levadura) el 14 de Nisán; no sólo está prohibido comerlo sino incluso poseerlo (voluntariamente) durante los siete días de Pésaj. También están prohibidas las mezclas que contengan jametz. Es obligatorio comer la matzá el primer día de Pésaj y durante los siete días de la fiesta del pan ácimo. El recuerdo de la fiesta se prescribe para enseñar al hijo que se sorprenderá por los ritos de Pésaj para decir la razón que es el Éxodo fuera de Egipto. Esta receta aparece tres veces más. El estado de las fiestas en las que se hace ofrenda pascual, volviendo a la ordenanza de la fiesta de Pésaj en el desierto, la Torá prescribe dos convocaciones santas, en el primer y séptimo día de Pésaj, durante las cuales es obligatorio descansar y prohibido hacer cualquier trabajo servil; además, se debe hacer una ofrenda además de las ofrendas normales en los siete días de Pésaj. Una segunda oportunidad para pagar la ofrenda pascual se ofrece a aquellos que no pudieron hacerlo en el momento fijado por razones legítimas (demasiado lejos del santuario, impureza ritual, etcétera) sigue el mismo orden que la ofrenda pascual con la diferencia de que debe ser ofrecida el día 14 del mes de Iyar.

### Leyes sobre el jametz
Los tres primeros capítulos tratan principalmente de las leyes del jametz (productos fermentados) y de la fermentación:  
El primer capítulo trata de cuándo y dónde buscar el jametz para eliminarlo, cuándo ya no se puede comer y cuándo se debe quemar. Los sabios de la Mishná evocan entonces las costumbres de la época del Templo para anunciar estos momentos y ciertas regulaciones concernientes a la combustión de las carnes. 
En el segundo capítulo se indica el momento en que está prohibido el uso de alimentos fermentados para el consumo, el estatus del jametz que pertenece a un pagano o que es entregado por un judío a un pagano (estos tipos de jametz pueden ser usados al final de Pésaj) y el castigo para un laico que consume productos fermentados en Pésaj. Hay dos prohibiciones principales, la de comer la parte reservada al sacerdote Cohen y la de haber consumido jametz durante la festividad de Pésaj. La Mishná entonces hace un comentario para indicar qué tipos de harina pueden ser adecuados para hacer matzos (un tipo de pan sin levadura) y qué tipos de hierbas amargas (maror) son las adecuadas para ser consumidas con la ofrenda pascual. El tratado finalmente indica cómo evitar el proceso de fermentación durante el período de Pésaj.
El tercer capítulo indica los alimentos que pueden considerarse fermentados y expone a la persona que no los ha destruido a diversas sanciones. Después de haber evocado las reglas generales, la Mishná regresa al caso particular del Pésaj que tiene lugar en la víspera del Shabat. También discute los casos en los que una persona en peregrinación al santuario debe regresar a casa si no ha quemado su jametz y aquellos en los que una persona que regresa de su peregrinación debe regresar al santuario si descubre que lleva consigo la carne de la ofrenda (la ofrenda pascual que se consumirá en su totalidad en la noche del 14 al 15 del mes de Nisán).